# Taintaturus stoutae
Taintaturus stoutae är en kvalsterart som beskrevs av Cook 1991. Taintaturus stoutae ingår i släktet Taintaturus och familjen Aturidae. Inga underarter finns listade i Catalogue of Life.